# Micelio

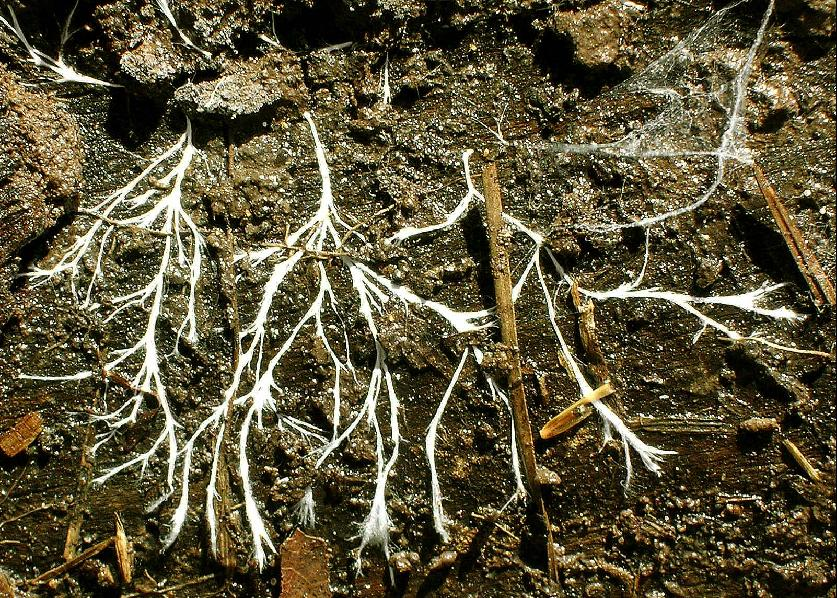
Ife

Il micelio è l'apparato vegetativo dei funghi  ed è formato da un intreccio di filamenti detti ife, tubuli in cui scorre il protoplasma. 

## Descrizione
Le ife possono essere unicellulari o pluricellulari; nei pluricellulari le singole cellule sono delimitate da pareti che prendono il nome di setti (per la cui osservazione è necessario il microscopio). Tuttavia i setti sono dotati di un foro che permette il passaggio del protoplasma. L'insieme di queste ife costituiscono il vero corpo (tallo) del fungo (non il "frutto", che viene chiamato carpoforo o sporoforo). Il termine micelio deriva dal latino scientifico mycelium, a sua volta derivante dal termine greco μύκης (fungo).
La massa miceliare si presenta in varie forme e colori a seconda della specie: translucido, bianco, giallo, rosa.
Ha origine da una spora e ne possiede la sessualità (in alcuni funghi anche 4 sessi es. Boletus aereus). Miceli di varia sessualità possono fondersi ma solo il patrimonio genetico completo può dare origine ad un carpoforo.
Nel caso del Boletus aereus la fusione di 4 miceli primari (originati da spora) può dare origine al frutto.
Vive e si ramifica a circa 50 cm sotto terra, o nel caso di substrato legnoso sotto la corteccia o in profondità nel legno. In condizioni adatte di temperatura, umidità, disponibilità di nutrimento, la produzione di citoplasma diviene tumultuosa, determinando il rapido accrescimento del micelio a velocità che può anche essere di 6 mm all'ora.
Il micelio affiorante dal terreno saggia le condizioni atmosferiche (umidità relativa, incremento o decremento di temperatura…) se ottimali dà origine al carpoforo.
Se ad esempio il micelio di Pleurotus registra un decremento di temperatura questa ne stimola la fruttificazione, il contrario avviene col genere Morchella specie primaverile.
Due miceli compatibili, anche dello stesso sesso, possono fondersi se vengono in contatto o in prossimità, in queste condizioni i miceli sono guidati da feromoni (es. sirenina).
A volte stimolati dal contenuto del substrato nutritivo un particolare rapporto carbonio/azoto (C/N), le ife possono unirsi linearmente affastellandosi e formando strutture che prendono il nome di rizomorfe (es. Armillaria mellea). In questa condizione la velocità di crescita è anche superiore ai 6 mm/ora, la ragione sembra essere esplorativa quasi a cercare rapidamente nuove fonti di azoto disponibile.
Le rizomorfe infatti non si formano se la disponibilità di azoto è elevata.
La fusione delle ife può anche avvenire in modo caotico si formano in questo caso degli agglomerati di forma più o meno sferica detti sclerozi, formazioni tuberiformi anche di grosse dimensioni, come ad es. in Polyporus tuberaster. (Rambelli Angelo in Fondamenti di micologia, dà notizia del ritrovamento di sclerozi di Polyporus mylittae in Australia  con diametro di 30 cm e peso intorno ai 15 kg).